# Anssi Jaakkola
Anssi Jaakkola (* 13. März 1987 in Kemi) ist ein finnischer ehemaliger Fußballtorhüter.

## Karriere
Anssi Jaakkola wurde in der finnischen Hafenstadt Kemi geboren. Als Kind trat er dem Fußballverein Tornion Palloveikot bei, welcher in der Nachbarstadt Tornio liegt. Im Jahr 2004 kam er zu seinem ersten Einsatz für Tornion Palloveikot in der Veikkausliiga gegen den AC Allianssi. 2005 wurde er an Kajaanin Haka ausgeliehen. Bei seinem Heimatverein kam der Torwart in drei Spielzeiten nur auf wenige Spieleinsätze. Im Jahr 2006 kam Jaakkola zur AC Siena in die Serie A. Er wurde dort nur einmal eingesetzt, als er am letzten Spieltag der Saison 2007/08 gegen die US Palermo eingewechselt wurde. Von 2010 bis 2011 spielte er bei Slavia Prag in Tschechien. Seit der Saison 2011/12 steht der großgewachsene Jaakkola beim FC Kilmarnock unter Vertrag. In Schottland unterschrieb dieser für zwei Jahre. Mit Kilmarnock gewann er in seiner ersten Spielzeit den Schottischen Ligapokal im Finale gegen Celtic Glasgow. Im August 2013 unterschrieb der Torhüter bei Ajax Cape Town. 
Im Jahr 2011 debütierte Jaakkola für die finnische Fußballnationalmannschaft im Länderspiel gegen Schweden. Für die Europameisterschaft 2021 wurde er in den finnländischen Kader berufen.

## Erfolge
- Schottischer Ligapokal: 2012